# ガスワークパーク

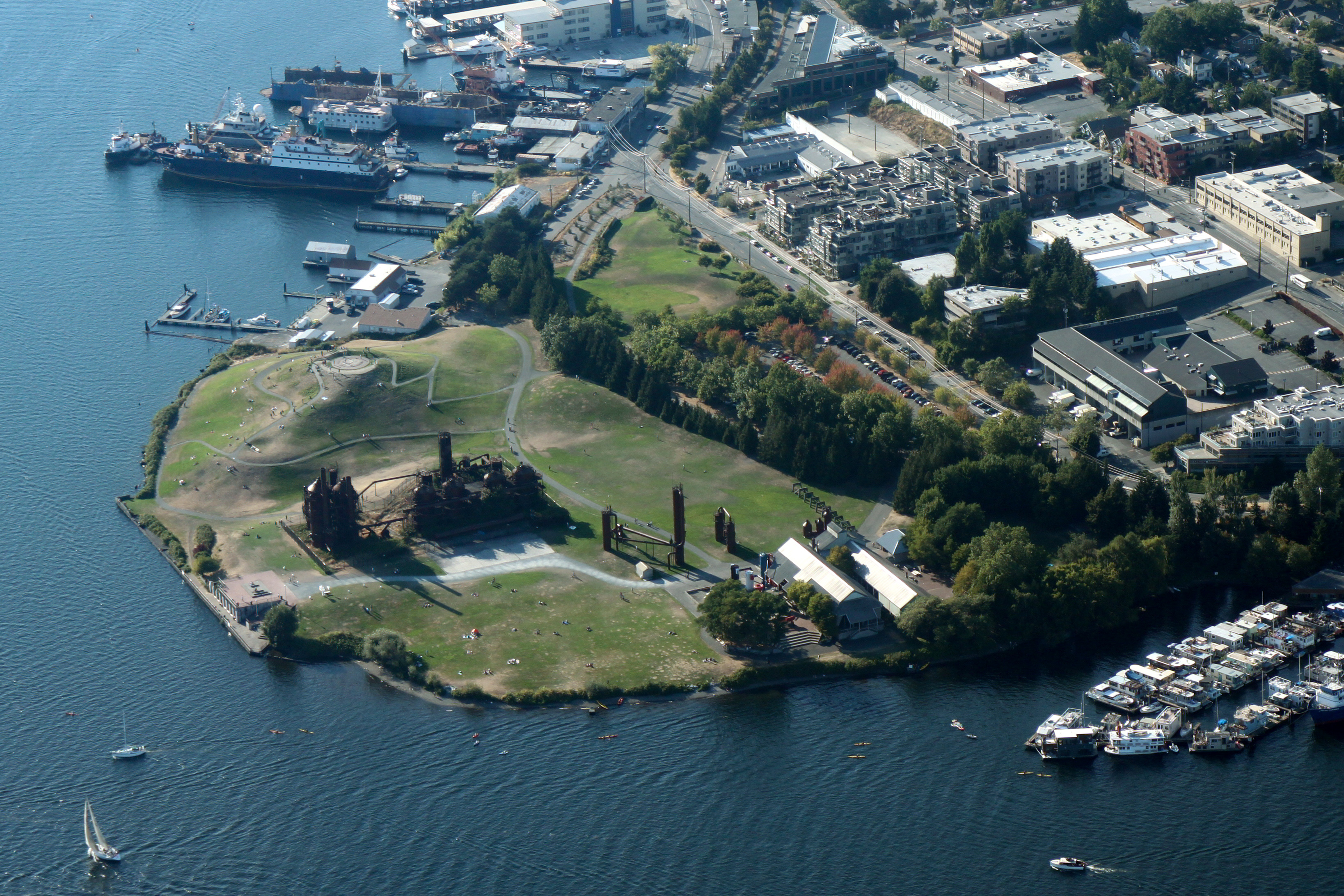

ガスワークパーク（Gas Works Park）は、ワシントン州シアトル市のユニオン湖畔にある公園。ユニオン湖はワシントン湖運河の一部である。ランドスケープデザイナーのリチャード・ハーグの代表作としても知られ、ハーグはこの作品でアメリカ造園家協会（ASLA）協会長賞設計優秀賞を初受賞した。

## 経緯
1906年にシアトルガス会社が石炭気化工場を建設した。石炭からガスを作るのは時代遅れとなり、1956年に工場は閉鎖された。石炭気化設備には植物が覆い茂る状態になっていた。1962年に市が工場の敷地を購入し、この土地を公園にする決定をした。公園のデザインはリチャード・ハーグに依頼した。
市当局は石炭気化設備を解体した後に公園を造成する予定だったが、ハーグはそれらを維持する提案をした。一般的に産業設備は「ugly」であり公園の設計から排除されるのが普通だが、彼はランドスケープの「ビジュアルフォーカス」になると考えた。
市当局は、この急進的な計画は十分挑戦に値すると考え、その案を承認した。ワシントン州が歩んだ近代化の過程を示すものとして設備の一部を残すことにした。しかし土壌と地下水は汚染されており浄化が必要だったので、表土中の土壌微生物が有害汚染物質を分解する力に頼ることにした。また、有機材料として石油分解酵素を加える等、土壌の入れ替え無しに無害化する技術を導入した。
生物学的環境修復には長い年月が必要であり、公園の中には多数の立ち入り禁止地区が設定された。地形の変更を施した箇所は130地点に及び、ガスプラントが違和感なく公園の一部となるようデザイン的な解決を行った。こうして、この土地は風景と建築のデザイン性と生態系と持続可能性のシンボルとして注目を浴びていった。公園は1975年に開園した。

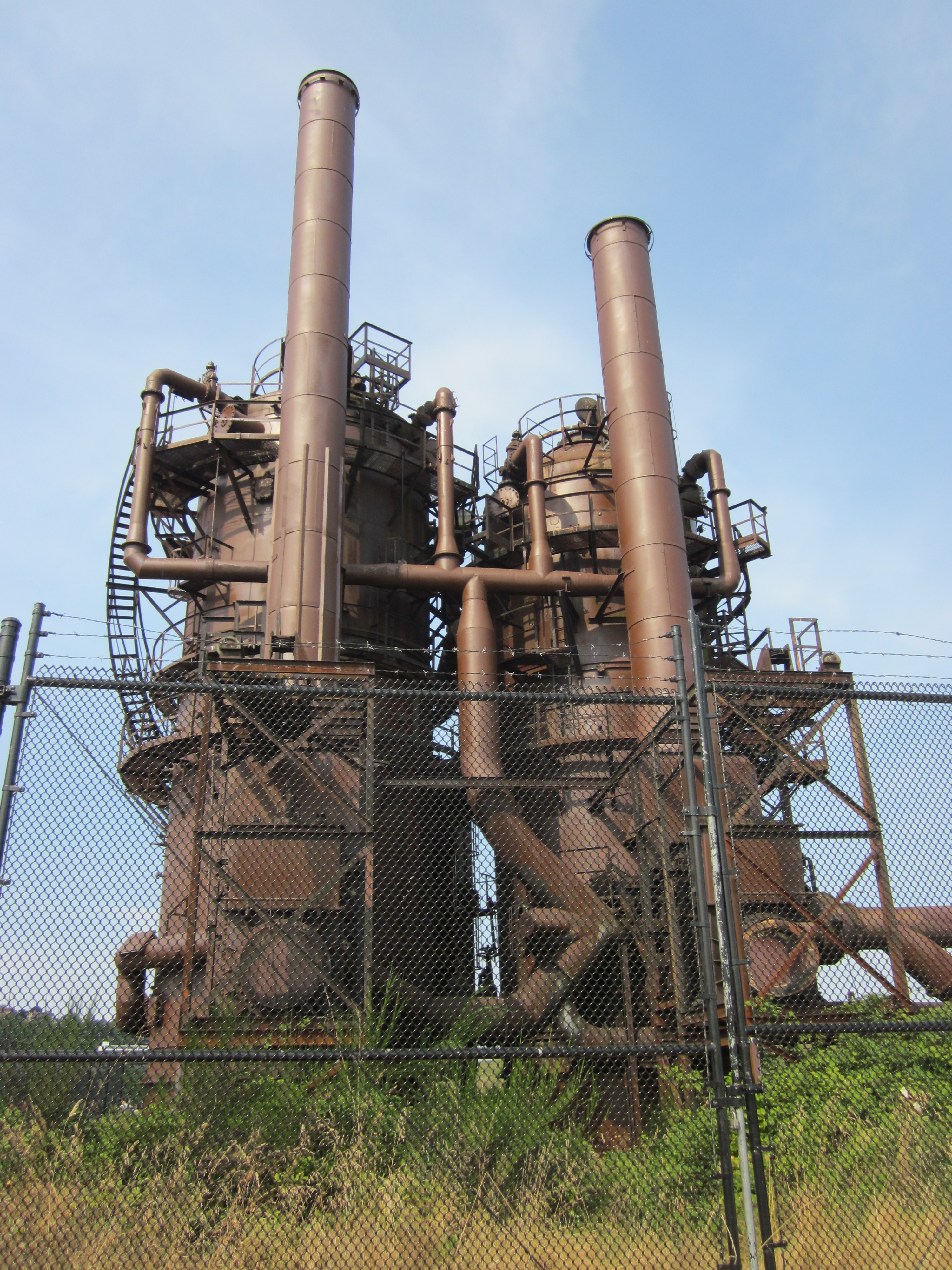
石炭気化設備

別の次元では環境保護という点で最適な対策を取ったとみられているが、環境への配慮とは別に、もともとハーグしてもこの業務を委託される以前デザインコンペに参加した際、こうした案を提示していたことがあり、産業構造物の潜在的な美しさは認めていた。
その後こうした生態系ベースを基礎とした開発の有効性は、デザインとの両輪でワシントン大学の造園プログラムにも組み込まれ「都市生態・アーバンエコロジー」として講義されている。当初の継続的な環境問題というような整備思想とは関係なく、現在ではシアトルで最も人気のある公園の一つとなった。

## 参考
- アメリカの公園・レクリエーション行政―その歴史的背景と事例研究 日本レクリエーション協会(監修, 余暇問題研究所編集